# Marco Burch
Marco Burch, né le 19 octobre 2000 à Sarnen en Suisse, est un footballeur suisse, qui évolue au poste de défenseur central au Legia Varsovie.

## Biographie

### FC Lucerne
Né à Sarnen en Suisse, Marco Burch est formé au FC Lucerne. Le 13 juin 2019, il signe son premier contrat professionnel avec son club formateur en même temps que son coéquipier Darian Males, le liant avec le FC Lucerne jusqu'en juin 2022. Le 7 décembre 2019, il fait ses débuts en professionnel, lors d'un match de Super League contre le BSC Young Boys. Il est titularisé et son équipe s'incline par un but à zéro.
En juillet 2020, Burch se blesse sérieusement au genou droit, ce qui l'éloigne des terrains pendant plusieurs mois, lui faisant manquer une grande partie de la saison 2020-2021,.
Le 24 mai 2021, Marco Burch est titulaire lors de la finale de la coupe de Suisse 2020-2021 contre le FC Saint-Gall. Son équipe s'impose par trois buts à un, et il remporte ainsi la premier trophée de sa carrière professionnelle,.
Il s'impose comme un titulaire indiscutable durant la saison 2021-2022, ne manquant aucun match jusqu'au mois de novembre 2021.

### Legia Varsovie
Le 3 septembre 2023, Marco Burch rejoint la Pologne avant de s'engager en faveur du Legia Varsovie. Il signe un contrat de trois ans, soit jusqu'en juin 2026.
Il joue son premier match pour le Legia le 27 septembre 2023, lors d'une rencontre de championnat face au Pogoń Szczecin. Il entre en jeu à la place d'Ernest Muçi et son équipe l'emporte par quatre buts à trois.

### En sélection
Le 30 mai 2021, Marco Burch joue son premier match avec l'équipe de Suisse espoirs face à la république d'Irlande. Il est titulaire puis remplacé par Nicolas Vouilloz lors de cette rencontre remportée par son équipe sur le score de deux buts à zéro. Il inscrit son premier but avec les espoirs le 22 septembre 2022, lors d'un match amical contre le Japon. Titulaire, il ouvre le score et son équipe l'emporte par deux buts à un.

## Palmarès

### En club
FC Lucerne
- Coupe de Suisse (1) :
  - Vainqueur : 2020-21.